# AS90
AS90 (Artillery System for the 1990s) je 155mm samohybná houfnice používaná Britskou armádou od roku 1992. Vyrobeno jich bylo 179 kusů. Na přelomu tisíciletí byla vyvinuta modernizovaná verze AS90M Braveheart, avšak kvůli nedostatku financí tato modernizace nebyla uskutečněna. Dělová věž kompletu AS90M je nyní součástí polských samohybných houfnic AHS Krab.
Přes intenzivní snahu výrobce se houfnici nepodařilo exportovat a Britská armáda zůstala jejím jediným uživatelem. Kvůli úsporám počet provozovaných houfnic klesl na 146 kusů v roce 2010 a 95 v roce 2016. V dubnu 2022 byla část houfnic věnována Ukrajině, bránící se ruské invazi Roku 2025 již britská armáda neprovozovala žádný systém AS90. Pravděpodobně byly odeslány na Ukrajinu.

## Vývoj

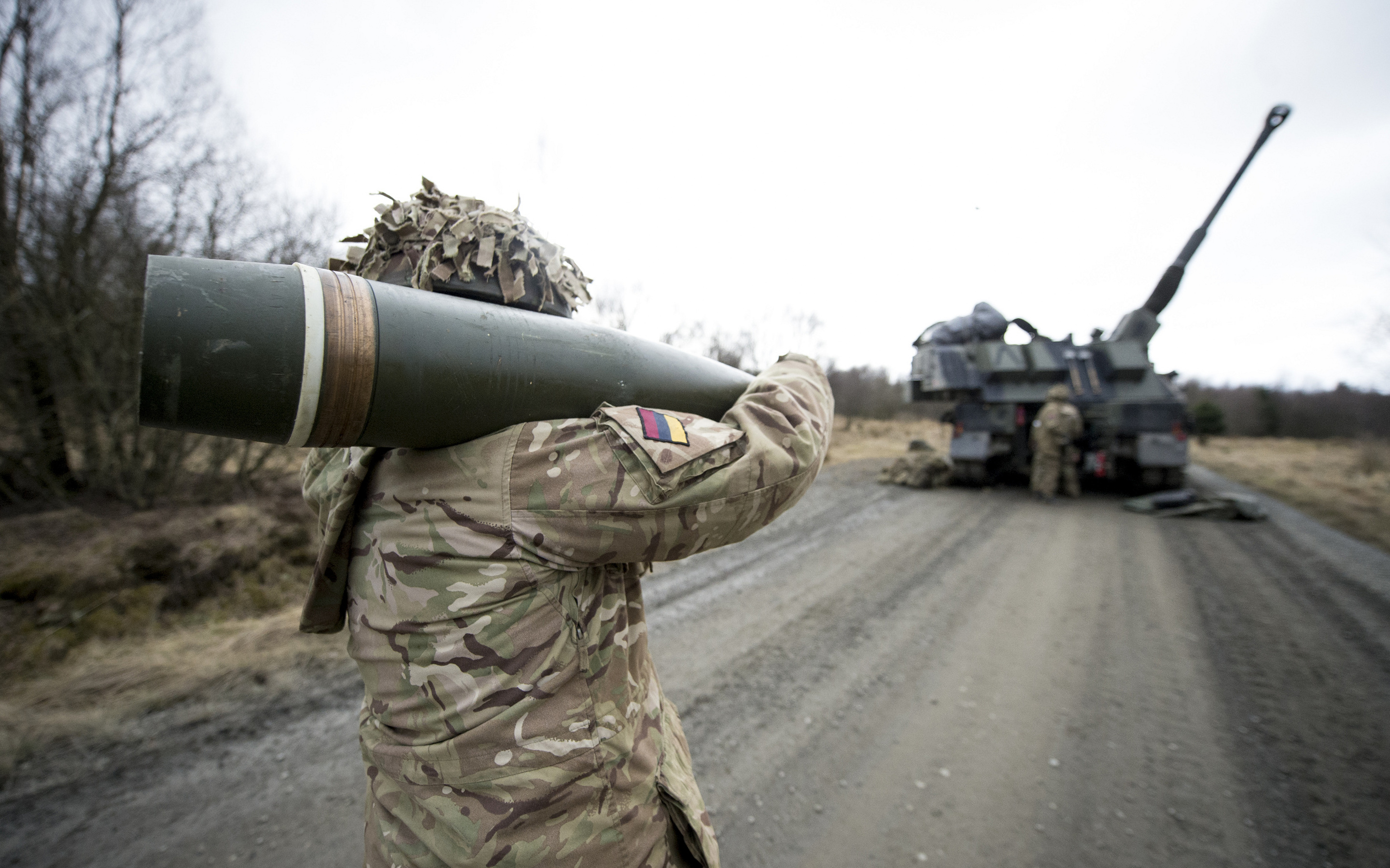
Voják nesoucí 155mm dělostřelecký granát s vozidlem AS90 v pozadí

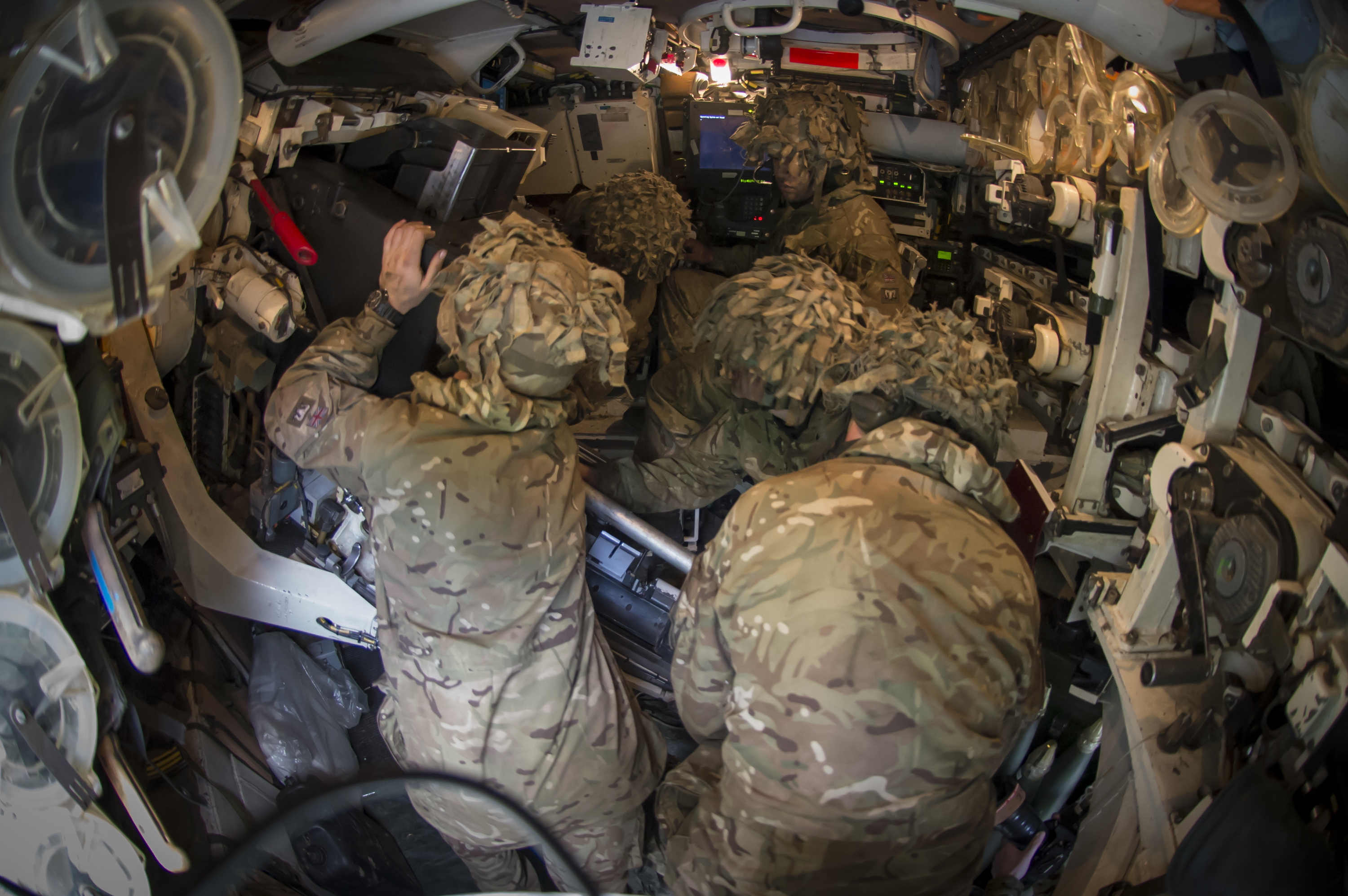
Posádka uvnitř věže samohybné houfnice AS90

Vývoj houfnice, která by ve službě nahradila zastarávající 105mm houfnice Abbot, tažené 155mm FH-70 a importované M109 začal ve druhé polovině 80. let u britské společnosti Vickers Shipbuilding and Engineering (nyní BAE Systems Land Systems). Houfnice byla do služby přijata roku 1992. V letech 1992–1995 bylo vyrobeno celkem 179 těchto houfnic. V letech 1994–1996 houfnice úspěšně prošla zkouškami v Arizoně, Kuvajtu a Saúdské Arábii, zahraničního kupce však nakonec nezískala.
Na přelomu tisíciletí v rámci projektu Braveheart probíhal vývoj modernizované verze AS90M, využívající výkonnější 155mm kanón s délkou hlavně 52 ráží. Britská armáda plánovala, že od roku 2003 bude na standard AS90M modernizováno celkem 96 houfnic. Upgrade však byl zrušen kvůli nedostatku financí. V letech 2008–2009 proto proběhla alespoň modernizace elektroniky a integrace naváděné munice SMArt155 a M982 Excalibur.

## Popis

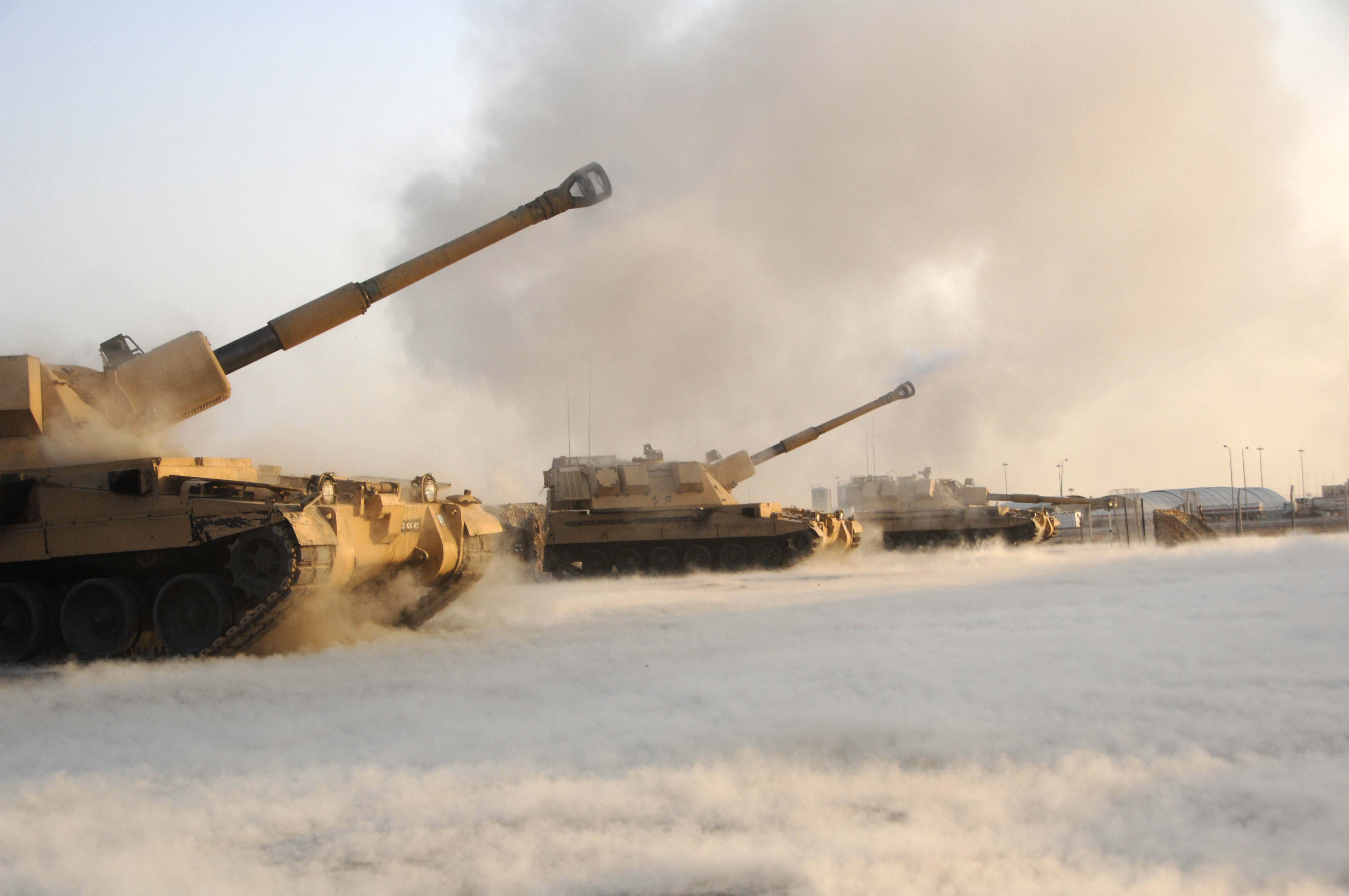
Samohybné houfnice AS90 během palby při nasazení v Iráku

Pancéřování vozidla a věže odolává střelám z ručních zbraní do ráže 14,5 mm a střepinám do ráže 152 mm. Vozidlo je vyzbrojeno 155mm houfnicí L31 s délkou hlavně 39 ráží, automatickým nabíjením a dostřelem až 30 km. Vezeno je 48 střel a příslušné prachové náplně. Sekundární zbraní je na střeše lafetovaný 7,62mm kulomet L7. Posádku tvoří řidič, velitel, mířič a až dva nabíječi. Houfnice je vybavena digitálním systémem řízení palby AGLS a laserovým zaměřovačem LINAPS. Vozidlo pohání osmiválcový turbodiesel Cummins VTA903-660 o výkonu 492 kW.

## Varianty
- AS90 – Základní varianta vyzbrojená 155mm houfnicí s délkou hlavně 39 ráží. Britská armáda odebrala celkem 179 kusů.
- AS90M Braveheart – Modernizovaná varianta vyzbrojená 155mm houfnicí s délkou hlavně 52 ráží a prodlouženým dostřelem.[2] Modernizace nebyla realizována, licenční práva na dělovou věž zakoupilo Polsko pro svou samohybnou houfnici AHS Krab.[2]

## Operační služba
Britská armáda houfnice AS90 provozovala od roku 1992. Roku 2003 je nasadila ve válce v Iráku. V květnu 2025 média informovala, že britská armáda již AS90 neprovozuje a pravděpodobně byly odeslány na Ukrajinu. Jako dočasná náhrada za AS90 bylo zakoupeno čtrnáct švédských samohybných houfnic Archer. Plnou náhradou AS90 se má stát samohybná houfnice RCH 155 na podvozku Boxer.
V lednu 2023 přislíbila britská vláda darovat Ukrajině napadené Ruskem 24 kusů této samohybné houfnice. V září 2024 bylo dodáno dalších 10 kusů a přislíbena dodávka ještě šesti. Dle nezávislého webu Oryx ztratila Ukrajina ke květnu 2025 dle volně dostupné fotodokumentace nejméně 9 houfnic, dalších šest bylo poškozeno.